# Caelestius
Caelestius († nach 415) war ein christlicher Theologe und Schüler des Pelagius.

## Leben und Wirken
Caelestius, ein öffentlicher Advokat adliger Abstammung, kam um das Jahr 410 nach Nordafrika, nachdem er zusammen mit seinem Lehrer Pelagius aus Rom, das von den Goten bestürmt wurde, hatte fliehen müssen. Während Pelagius weiter nach Syrien zog, bewarb sich Caelestius in Karthago um ein Presbyteramt. Wahrscheinlich radikalisierte Caelestius die Ansichten seines Lehrers und forderte so jedenfalls den Widerspruch des Augustinus von Hippo heraus, da Caelestius jegliche Verderbnis des Menschen, der menschlichen Natur und seines Wesens leugnete. Wegen seiner Leugnung der Erbsünde wurde er bereits 411/412 auf einer Synode verurteilt. Weiterhin wurden folgende Ansichten des Caelestius verworfen:
- Adams Fall habe lediglich Adam selbst „verwundet“, nicht aber alle Menschen;
- neu geborene Kinder seien wie Adam vor dem Fall;
- das Gesetz eröffne einen Heilsweg;
- auch vor dem Kommen Christi habe es sündlose Menschen gegeben.

417 wurde Caelestius durch den römischen Bischof Innozenz verurteilt. Caelestius wandte sich an dessen Nachfolger Zosimus mit der Bitte um Prüfung und Einspruch. Dazu legte er ein Zeugnis seines Glaubens vor, das 417 in Rom positiv beurteilt wurde. Das lässt darauf schließen, dass eine einheitliche Lehrmeinung zur Erbsünde in Rom noch nicht vorlag. Zosimus prüfte die Verurteilung und ging an die Revision des Urteils, doch der daraufhin erfolgende Protest aus Nordafrika, bei dem Augustinus von Hippo eine wichtige Rolle spielte, hielt ihn davon ab. Zosimus stand den Vorwürfen und Anklagen aus Nordafrika allerdings skeptisch gegenüber, er bestellte hingegen den maßgeblichen Ankläger aus Nordafrika, Paulinus von Mailand, nach Rom, um seine Position zu erläutern (vgl. Paredi).
Schließlich führte eine Parteinahme des Kaisers durch ein Reskript vom Spätherbst 417 im Jahr 418 zu einer endgültigen Verurteilung des Caelestius zusammen mit Pelagius durch Zosimus, wogegen Julian von Aeclanum Protest einlegte.
Caelestius verstarb vermutlich nach 431.